# Papa Susso

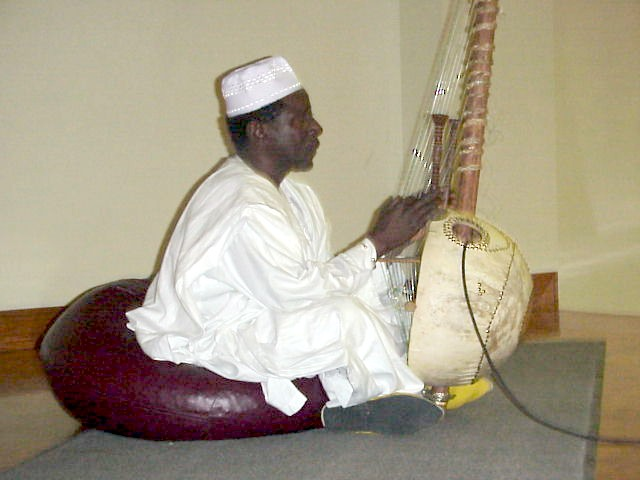
Alhaji Papa Bunka Susso mit einer Kora

Alhaji Papa Bunka Susso (* 29. September 1947 in Sotuma Sere) ist ein Musiker und Jeli aus Gambia. Er spielte auf dem westafrikanischen Instrument Kora, einer 21-saitigen Stegharfe.

## Leben
Susso besuchte von 1960 bis 1963 die Grundschule, anschließend besuchte er bis 1965 die Armitage High School in Georgetown. Nach dem Abschluss der weiterführenden Schule trat er eine Beschäftigung als Assistent beim Landwirtschaftsministerium (englisch Ministry of Agricultural and Natural Resources) an. Dann erhielt er ein Stipendium, um an der Cuttington University in Suakoko zu studieren. Dort erhielt er seinen Bachelor of Arts 1969 und kehrte nach Gambia zurück. Er trat eine Beschäftigung als leitender Rechnungsprüfer beim Arbeitsministerium (englisch Ministry of Work and Communications) an. An der gambischen Botschaft in Freetown war Susso zeitweise auch beschäftigt.
An einem Zeitpunkt gab er seine Arbeit auf und besann sich wieder auf das Kora spielen, das er von seinem Vater im Alter von fünf Jahren erlernt hatte. Er wurde Chef-Koraspieler bei der Gambia National Cultural Troupe, die unter der Verantwortung des Kulturministerium (englisch Ministry of Education and Culture) spielte. 1974 verließ er die Gruppe und gründete seine eigene Organisation, die The Manding Music and Dance Limited. Diese Organisation hatte das Ziel, die Geschichte und Traditionen der Mandinka zu erforschen und zu präsentieren. Weiter soll die Organisation die Künstler bei der Darstellung dieser Traditionen unterstützen. Später wurde er Direktor des Koriya Musa Research Center.

## Diskografie
- 1993 – Gathering of Elders
- 2003 – Sotuma Sere
- 2003 – Traditional Kora Music from Gambia

## Auszeichnungen
- 1991 – Regents’ Lecturer in ethnomusicology, an der University of California[1]